# Landtagswahl in Brandenburg 2019
- Linke: 10
- SPD: 25
- Grüne: 10
- CDU: 15
- BVB/FW: 5
- AfD: 23

- Regierung: 50
- Opposition: 38

Die Landtagswahl in Brandenburg 2019 am 1. September 2019 war die Wahl zum siebten Landtag Brandenburgs. Die Wahlbeteiligung lag bei 61,3 Prozent. Am gleichen Tag fand die Landtagswahl in Sachsen statt.
Beide Parteien der amtierenden Landesregierung, SPD und Linke, mussten starke Verluste hinnehmen. Trotz der Stimmverluste wurde die SPD erneut stärkste Partei. Die AfD konnte ihr Wahlergebnis bei ihrer zweiten Landtagswahl beinahe verdoppeln und platzierte sich nur rund drei Prozentpunkte hinter der SPD. Zudem gewann sie nun auch 15 der 44 Direktmandate. Die CDU musste ebenfalls scharfe Verluste verzeichnen und erreichte ihr bisher schlechtestes Ergebnis bei einer brandenburgischen Landtagswahl. Für Bündnis 90/Die Grünen wurde die Wahl zum Erfolg; sie erreichte erstmals über zehn Prozent der Stimmen und konnte in Potsdam auch ein eigenes Direktmandat erringen. Die Linke verlor fast acht Prozentpunkte und rutschte auf den fünften Platz ab. Mehrere Kleinparteien konnten in der Wählergunst steigen, so überstiegen die Brandenburger Vereinigte Bürgerbewegungen/Freie Wähler zum ersten Mal knapp die Fünf-Prozent-Hürde, während die FDP diese trotz Zuwachs weiter verpasste. Die Tierschutzpartei kam aus dem Stand auf 2,6 % der Zweitstimmen.

## Ausgangslage
Seit der Neugründung des Landes Brandenburg 1990 stellte die SPD durchgehend die stärkste Fraktion im Landtag sowie den Ministerpräsidenten.
Die vorige Wahl zum Landtag fand am 14. September 2014 statt. Stärkste Kraft wurde die SPD vor CDU und Linke, woraufhin es zur Fortsetzung der seit 2009 regierenden rot-roten Koalition in Form des Kabinetts Woidke II unter Dietmar Woidke (SPD) kam.
Bei der Europawahl 2019 wurde in Brandenburg die AfD stärkste Kraft mit 19,9 % der gültigen Stimmen vor der CDU mit 18,0 % und der SPD mit 17,2 %.

## Wahlrecht
Das Mindestalter für das aktive Wahlrecht liegt bei 16 Jahren.
Gemäß § 21 des Wahlgesetzes für den Landtag Brandenburg müssen Parteien und politische Vereinigungen, die sich an der letzten Landtagswahl oder an der letzten Bundestagswahl im Land nicht beteiligt haben, dem Landeswahlleiter spätestens am 88. Tag vor der Wahl ihre Beteiligung schriftlich anzeigen.
Gemäß Landesverfassung und Landtagswahlgesetz muss der Wahltermin ein Sonntag oder ein gesetzlicher Feiertag, frühestens 57 und spätestens 60 Monate nach Beginn der Wahlperiode sein. Er wurde auf den 1. September 2019 festgesetzt.
Die Verteilung der Sitze erfolgt nach dem Hare/Niemeyer-Verfahren. An der Sitzverteilung nehmen nur Parteien und politische Vereinigungen teil, deren Anteil an Zweitstimmen die Sperrklausel von 5 % überschreitet oder die ein Direktmandat in einem Wahlkreis errungen haben (Grundmandatsklausel).
Der Landtag besteht grundsätzlich aus 88 Abgeordneten, 44 werden durch Mehrheitswahl in den Wahlkreisen, die übrigen durch Verhältniswahl nach den Landeslisten der Parteien und Vereinigungen gewählt. Überhang- und Ausgleichsmandate können diese Zahl dabei noch auf maximal 110 erhöhen. Die Einzelheiten dazu sind im Brandenburgischen Landeswahlgesetz festgelegt.

## Koalitionsaussagen vor der Wahl
Der amtierende Ministerpräsident Woidke (SPD) lehnte nur eine Koalition mit der AfD nach der Wahl kategorisch ab, aber „alle anderen Varianten seien nicht auszuschließen“. Eine Zusammenarbeit mit der AfD wurde auch von allen anderen Parteien abgelehnt. Vize-Ministerpräsident Görke (Linke) war offen für ein rot-rot-grünes Bündnis. Ingo Senftleben (CDU) sah „Gemeinsamkeiten“ mit den Grünen.

## Teilnehmende Parteien

Spitzenkandidaten der im Landtag vertretenen Parteien
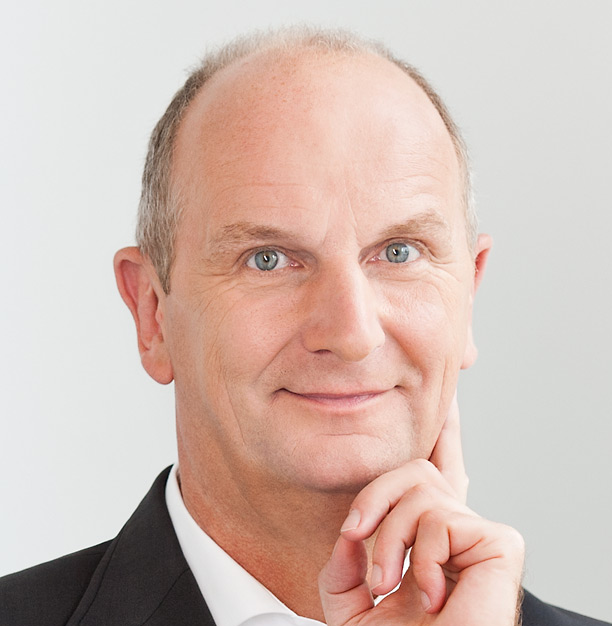
Dietmar Woidke SPD
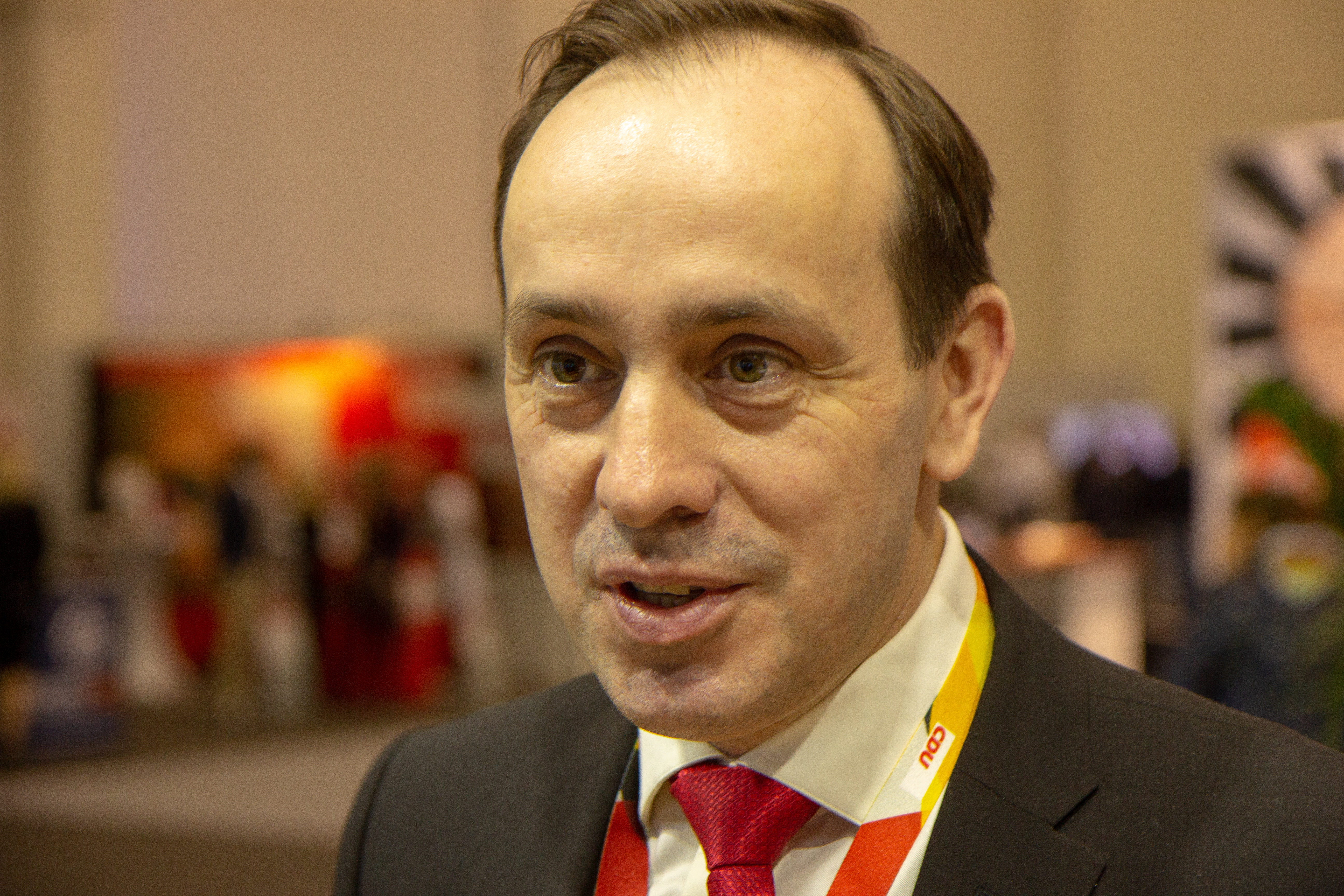
Ingo Senftleben CDU
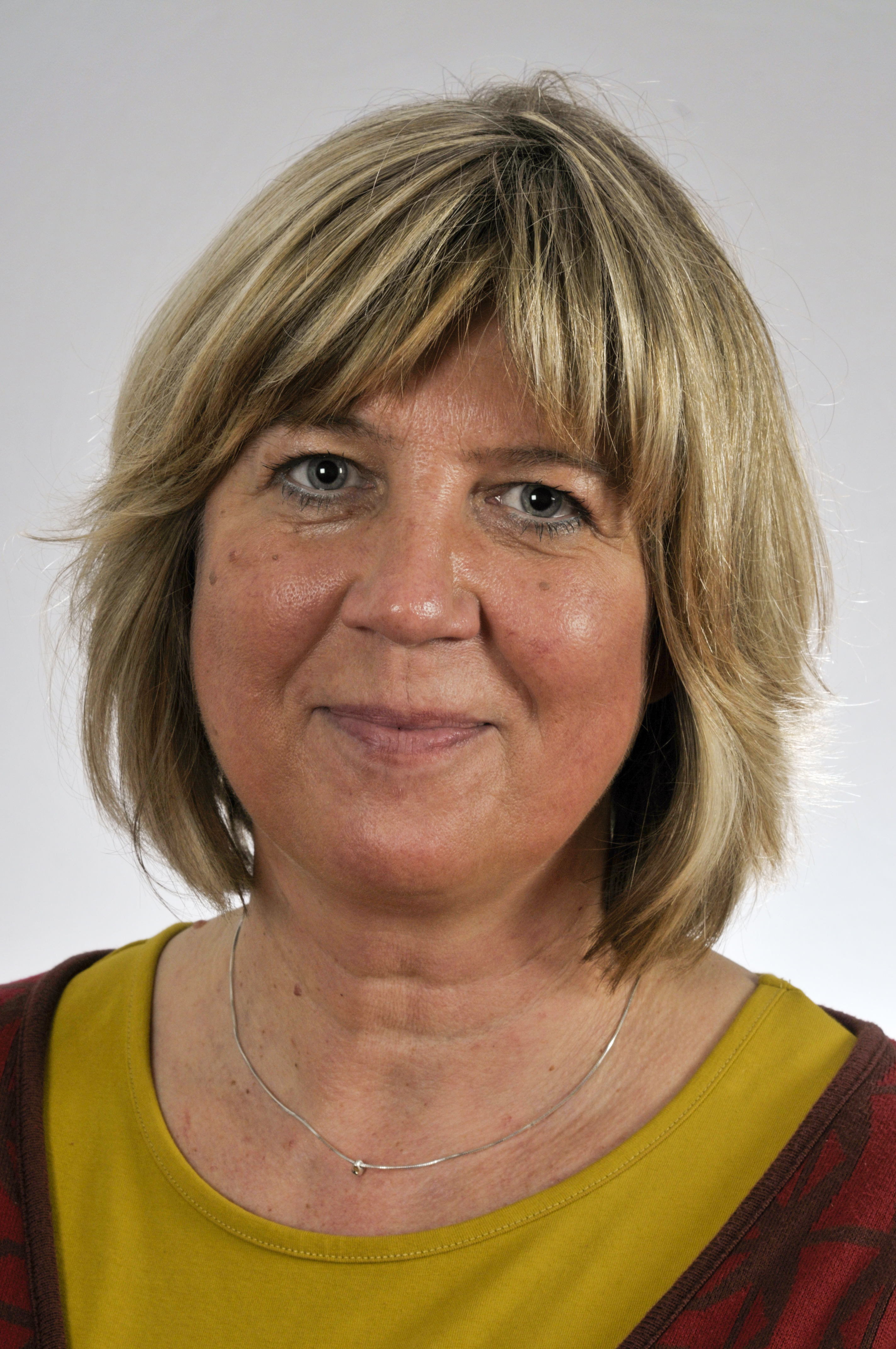
Kathrin Dannenberg Linke
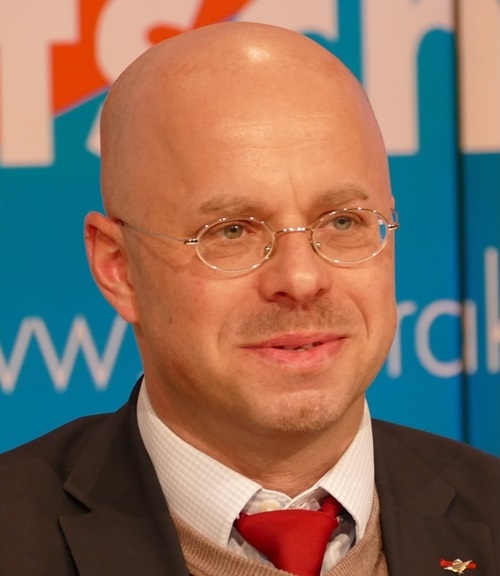
Andreas Kalbitz AfD
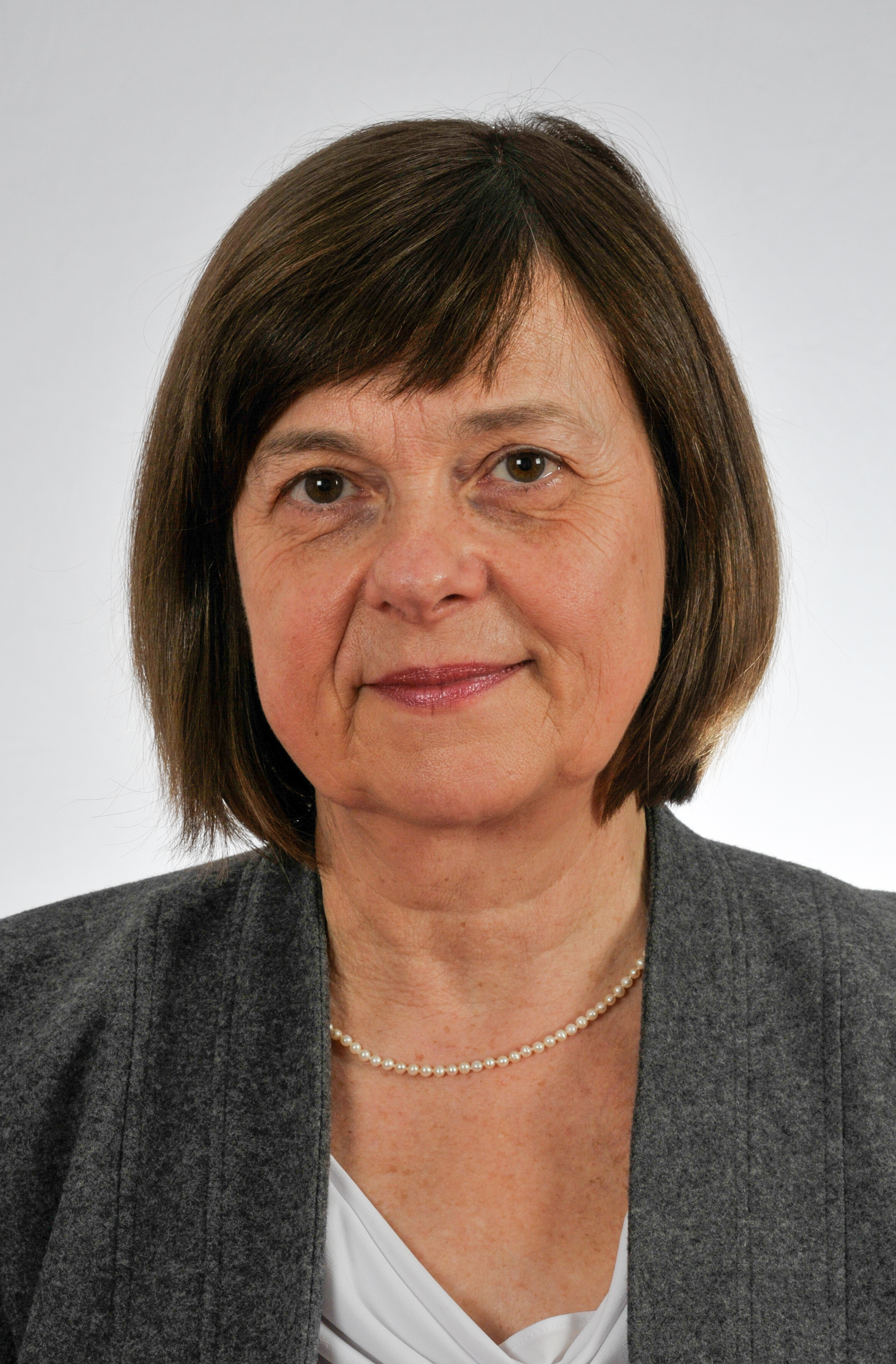
Ursula Nonnemacher Grüne
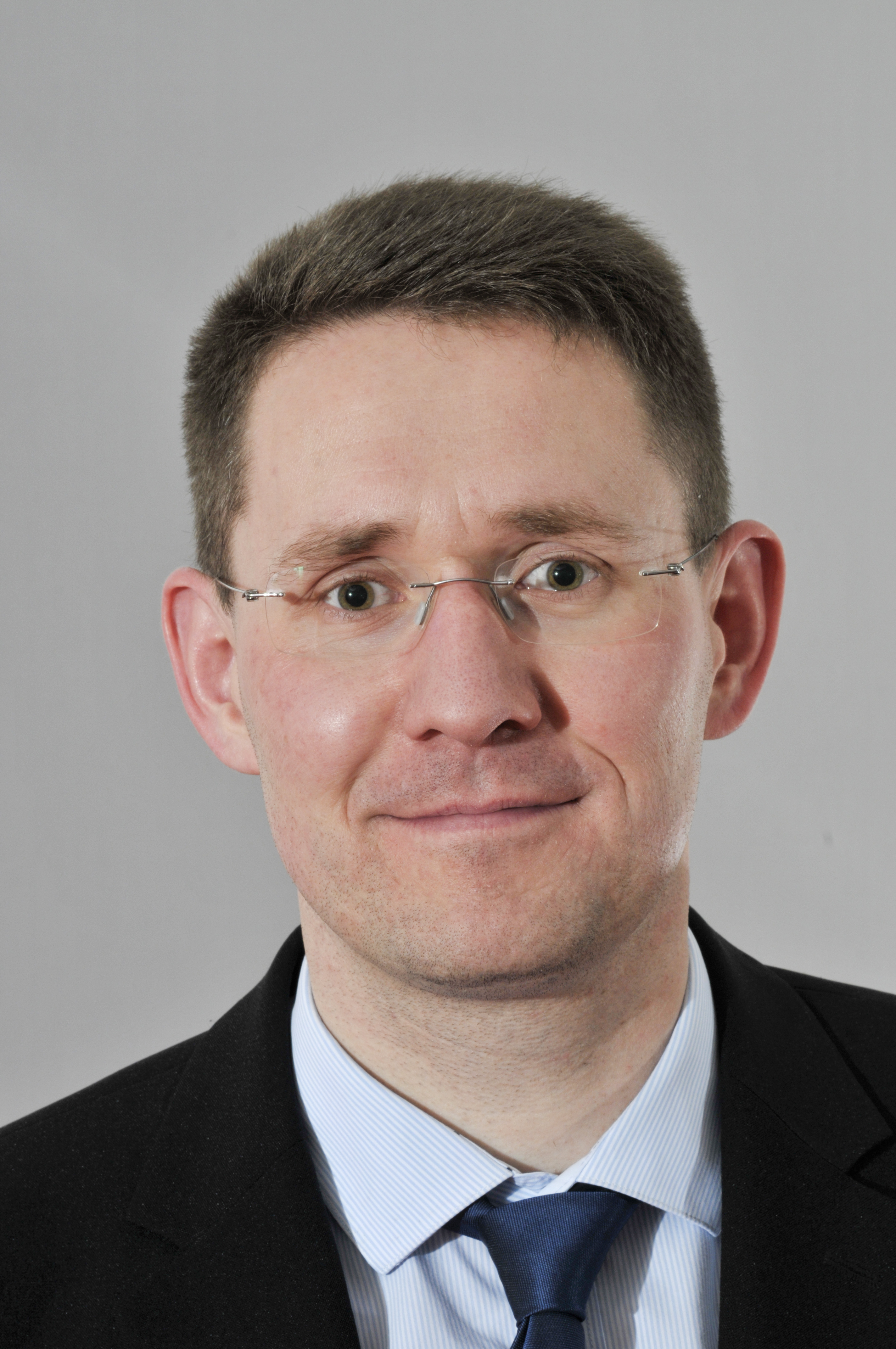
Péter Vida BVB/FW

Der Landeswahlausschuss hatte 11 von 13 eingereichten Landeslisten zugelassen:
- Sozialdemokratische Partei Deutschland (SPD)
- Christlich Demokratische Union Deutschlands (CDU)
- Die Linke (Linke)
- Alternative für Deutschland (AfD)
- Bündnis 90/Die Grünen (Grüne)
- Brandenburger Vereinigte Bürgerbewegungen/Freie Wähler (BVB/Freie Wähler)
- Piratenpartei Deutschland (Piraten)
- Freie Demokratische Partei (FDP)
- Ökologisch-Demokratische Partei (ÖDP)
- Partei Mensch Umwelt Tierschutz (Tierschutzpartei)
- V-Partei³ – Partei für Veränderung, Vegetarier und Veganer (V-Partei³)

Piraten, ÖDP, Tierschutzpartei und V-Partei³ hatten zuvor Unterstützungsunterschriften sammeln müssen, um die Zulassung zu erhalten. Die weiteren Parteien sind bereits im Land- bzw. Bundestag vertreten und daher ohne Unterschriften zur Wahl zugelassen.
Die Listen der Partei Die PARTEI sowie der Lausitzer Allianz wurden abgelehnt. Hier lagen mehrere Formfehler vor, insbesondere das Fehlen der geforderten Unterstützungsunterschriften wurde bemängelt.

## Ergebnis

Die Stimmenmehrheiten der Erststimmen (l.) und Zweitstimmen (r.) in den Wahlkreisen

Beide Parteien der amtierenden Landesregierung, SPD und Linke, mussten starke Verluste hinnehmen. Trotz der Stimmverluste wurde die SPD erneut stärkste Partei und gewann auch erneut die Mehrheit der Direktmandate, wobei sie insbesondere im Osten Brandenburgs viele Wahlkreise an die AfD verlor, während sie im Westen Brandenburgs einige Wahlkreise der Linken, der CDU und der BVB/FW abgewinnen konnte. Die AfD konnte ihr Wahlergebnis bei ihrer zweiten Landtagswahl beinahe verdoppeln und platzierte sich nur rund drei Prozentpunkte hinter der SPD. Zudem gewann sie nun auch 15 der 44 Direktmandate. Die CDU musste ebenfalls scharfe Verluste verzeichnen und erreichte ihr bisher schlechtestes Ergebnis bei einer brandenburgischen Landtagswahl. Ebenso gelang es ihr nur noch in zwei Wahlkreisen das Direktmandat zu gewinnen. Für Bündnis 90/Die Grünen wurde die Wahl zum Erfolg; sie erreichte erstmals über zehn Prozent der Stimmen und konnte in Potsdam auch ein eigenes Direktmandat erringen. Die Linke verlor fast acht Prozentpunkte und rutschte auf den fünften Platz ab. Mehrere Kleinparteien konnten in der Wählergunst steigen, so überstiegen die Brandenburger Vereinigte Bürgerbewegungen/Freie Wähler zum ersten Mal knapp die Fünf-Prozent-Hürde, während die FDP diese trotz Zuwachs weiter verpasste. Die Tierschutzpartei kam aus dem Stand auf 2,6 % der Zweitstimmen.

### Übersicht
| Listen                                         | Listen                                                                 | Erststimmen | Erststimmen | Erststimmen | Erststimmen | Zweitstimmen | Zweitstimmen | Zweitstimmen | Zweitstimmen | Mandate | Mandate |
| Listen                                         | Listen                                                                 | Stimmen     | %           | +/-         | Mandate     | Stimmen      | %            | +/-          | Mandate      | Anzahl  | +/-     |
| ---------------------------------------------- | ---------------------------------------------------------------------- | ----------- | ----------- | ----------- | ----------- | ------------ | ------------ | ------------ | ------------ | ------- | ------- |
|                                                | Sozialdemokratische Partei Deutschlands (SPD)                          | 325.983     | 25,8        | −5,5        | 25          | 331.238      | 26,2         | –5,9         | –            | 25      | –5      |
|                                                | Alternative für Deutschland (AfD)                                      | 279.745     | 22,2        | +13,2       | 15          | 297.484      | 23,5         | +11,3        | 8            | 23      | +12     |
|                                                | Christlich Demokratische Union Deutschlands (CDU)                      | 220.461     | 17,5        | –7,6        | 2           | 196.988      | 15,6         | –7,4         | 13           | 15      | –6      |
|                                                | Bündnis 90/Die Grünen (Grüne)                                          | 130.035     | 10,3        | +4,5        | 1           | 136.364      | 10,8         | +4,6         | 9            | 10      | +4      |
|                                                | Die Linke (Linke)                                                      | 153.722     | 12,2        | –8,4        | –           | 135.558      | 10,7         | –7,9         | 10           | 10      | –7      |
|                                                | Brandenburger Vereinigte Bürgerbewegungen/Freie Wähler (BVB/FW)        | 91.019      | 7,2         | +2,1        | 1           | 63.851       | 5,0          | +2,3         | 4            | 5       | +2      |
|                                                | Freie Demokratische Partei (FDP)                                       | 46.067      | 3,6         | +2,2        | –           | 51.660       | 4,1          | +2,6         | –            | –       | –       |
|                                                | Partei Mensch Umwelt Tierschutz (Tierschutzpartei)                     | –           | –           | N/A         | –           | 32.959       | 2,6          | N/A          | –            | –       | –       |
|                                                | Piratenpartei Deutschland (Piraten)                                    | 1.084       | 0,1         | –0,5        | –           | 8.712        | 0,7          | –0,8         | –            | –       | –       |
|                                                | Ökologisch-Demokratische Partei (ÖDP)                                  | 350         | 0,0         | N/A         | –           | 7.237        | 0,6          | N/A          | –            | –       | –       |
|                                                | V-Partei³ – Partei für Veränderung, Vegetarier und Veganer (V-Partei³) | –           | –           | N/A         | –           | 3.055        | 0,2          | N/A          | –            | –       | –       |
|                                                | Die PARTEI (PARTEI)                                                    | 6.615       | 0,5         | +0,3        | –           | –            | –            | –            | –            | –       | –       |
|                                                | Deutsche Kommunistische Partei (DKP)                                   | 526         | 0,0         | N/A         | –           | –            | –            | –0,2         | –            | –       | –       |
|                                                | Deutsche Konservative (DK)                                             | 217         | 0,0         | N/A         | –           | –            | –            | N/A          | –            | –       | –       |
|                                                | Einzelbewerber                                                         | 6.789       | 0,5         | +0,4        | –           | –            | –            | –            | –            | –       | –       |
| Gesamt                                         | Gesamt                                                                 | 1.262.613   | 100         |             | 44          | 1.265.106    | 100          |              | 44           | 88      | –       |
|                                                |                                                                        |             |             |             |             |              |              |              |              |         |         |
| Ungültige Stimmen                              | Ungültige Stimmen                                                      | 18.282      | 1,4         | +0,5        |             | 15.789       | 1,2          | +0,3         |              |         |         |
| Wähler                                         | Wähler                                                                 | 1.280.895   | 61,3        | +13,4       |             | 1.280.895    | 61,3         | +13,4        |              |         |         |
| Wahlberechtigte                                | Wahlberechtigte                                                        | 2.088.592   |             |             |             | 2.088.592    |              |              |              |         |         |
|                                                |                                                                        |             |             |             |             |              |              |              |              |         |         |
| Quelle: Ergebnis Landtagswahl Brandenburg 2019 |                                                                        |             |             |             |             |              |              |              |              |         |         |

### Wahlergebnis in den Ämtern, amtsfreien Gemeinden und kreisfreien Städten
Die folgenden Karten zeigen die (relativen) Mehrheiten der Erststimmen (l.) und Zweitstimmen (r.) in den Ämtern und amtsfreien Gemeinden sowie den Bezirken, bzw. Stadt- und Ortsteilen, der kreisfreien Städte.

Erststimmen
Zweitstimmen

| SPD10–20%20–30%30–40%40–50% | AfD20–30%30–40%40–50% | CDU20–30%30–40%40–50% | Grüne20–30% | Linke20–30%30–40% | BVB/FW20–30% |

### Zweitstimmenanteil der Parteien nach Wahlkreisen
Die folgenden Karten zeigen, mit welchem Ergebnis die Parteien mit mindestens drei Prozent Stimmenanteil in den einzelnen Wahlkreisen abgeschnitten haben. 

Sozialdemokratische Partei Deutschlands Höchstes: 33,6 % (Uckermark II) Niedrigstes: 21,3 % (Barnim II)
Alternative für Deutschland Höchstes: 36,0 % (Spree-Neiße II) Niedrigstes: 9,4 % (Potsdam I)
Christlich Demokratische Union Höchstes: 19,6 % (Elbe-Elster II) Niedrigstes: 9,8 % (Potsdam II)
Bündnis 90/Die Grünen Höchstes: 29,1 % (Potsdam I) Niedrigstes: 3,4 % (Oberspreewald-Lausitz I)
Die Linke Höchstes: 18,1 % (Potsdam II) Niedrigstes: 6,1 % (Havelland II)
Brandenburger Vereinigte Bürgerbewegungen/Freie Wähler Höchstes: 15,5 % (Barnim II) Niedrigstes: 1,8 % (Potsdam I)
Freie Demokratische Partei Höchstes: 7,6 % (Potsdam-Mittelmark IV) Niedrigstes: 2,5 % (Uckermark III/Oberhavel IV)

## Regierungsbildung
| Koalitionsoption                 | Sitze |
| -------------------------------- | ----- |
| Sitze gesamt                     | 88    |
| Absolute Mehrheit (ab 45 Sitzen) |       |
| SPD, CDU, Grüne                  | 50    |
| SPD, CDU, BVB/FW                 | 45    |
| SPD, Grüne, Linke                | 45    |

Für die bestehende rot-rote Koalition, die in Brandenburg seit 2009 regierte, bestand im Landtag keine Mehrheit mehr. Denkbar waren eine rot-rot-grüne Koalition (SPD, Linke, Grüne), eine Kenia-Koalition (SPD, CDU, Grüne) sowie eine Koalition aus SPD, CDU und BVB/FW. Zur Überraschung mancher Beobachter entschieden sich die Akteure gegen eine rot-rot-grüne Koalition und für eine „Kenia-Koalition“ aus SPD, CDU und Grünen. Ministerpräsident Dietmar Woidke wurde schließlich am 20. November 2019 mit den Stimmen der Kenia-Koalition aus SPD, CDU und Bündnis 90/Die Grünen wiedergewählt. Er bildete das Kabinett Woidke III, das aus fünf SPD-Ministern, drei CDU-Ministern und zwei Grünen-Ministern besteht.

#### Verlauf

Sonntagsfragen zur Landtagswahl von Infratest Dimap (D), INSA (I), Forschungsgruppe Wahlen (G), pmg – policymatters (P) und Forsa (F) und Ergebnis der Wahl 2014.

## Wählerstimmen gegenüber 2014 – Wahlverhalten
| 2014 (Wähler) | 2014 (Wähler)               | SPD 2019 | CDU 2019 | Linke 2019 | AfD 2019 | Grüne 2019 | BVB/FW 2019 | Andere Parteien 2019 | Nichtwähler 2019 | Verstorben | Umgezogen |
| ------------- | --------------------------- | -------- | -------- | ---------- | -------- | ---------- | ----------- | -------------------- | ---------------- | ---------- | --------- |
|               | SPD (315.000)               | 178.000  | 14.000   | 11.000     | 14.000   | 17.000     | 6.000       | 9.000                | 19.000           | 32.000     | 15.000    |
|               | CDU (227.000)               | 20.000   | 108.000  | 5.000      | 29.000   | 7.000      | 8.000       | 8.000                | 11.000           | 18.000     | 13.000    |
|               | Linke (183.000)             | 30.000   | 4.000    | 76.000     | 12.000   | 13.000     | 5.000       | 5.000                | 11.000           | 17.000     | 10.000    |
|               | AfD (120.000)               | 2.000    | 1.000    | 1.000      | 89.000   |            | 1.000       | 3.000                | 8.000            | 8.000      | 9.000     |
|               | Grüne (61.000)              | 9.000    |          | 1.000      | 2.000    | 34.000     | 2.000       | 4.000                | 1.000            | 2.000      | 6.000     |
|               | BVB/FW (25.000)             | 2.000    | 1.000    |            | 3.000    | 1.000      | 13.000      | 1.000                | 1.000            | 2.000      | 1.000     |
|               | Andere Parteien (55.000)    | 3.000    | 4.000    | 1.000      | 6.000    | 3.000      | 3.000       | 22.000               | 5.000            | 2.000      | 6.000     |
|               | Nichtwähler (1.108.000)     | 65.000   | 43.000   | 24.000     | 115.000  | 22.000     | 20.000      | 31.000               | 629.000          | 71.000     | 88.000    |
|               | Erstwähler (2019) (100.000) | 7.000    | 4.000    | 5.000      | 8.000    | 12.000     | 2.000       | 10.000               | 49.000           |            |           |
|               | Zugezogene (192.000)        | 17.000   | 18.000   | 11.000     | 19.000   | 24.000     | 3.000       | 11.000               | 89.000           |            |           |
|               | Insgesamt                   | 333.000  | 197.000  | 135.000    | 297.000  | 136.000    | 63.000      | 104.000              | 823.000          | 152.000    | 146.000   |

## Umfragen und Prognosen

### Sonntagsfrage
| Institut                | Datum      | SPD    | CDU    | Linke  | AfD    | Grüne  | BVB/FW | FDP   | Sonst. |
| ----------------------- | ---------- | ------ | ------ | ------ | ------ | ------ | ------ | ----- | ------ |
| Landtagswahl 2019       | 01.09.2019 | 26,2 % | 15,6 % | 10,7 % | 23,5 % | 10,8 % | 5,0 %  | 4,1 % | 3,1 %  |
| Forschungsgruppe Wahlen | 29.08.2019 | 22 %   | 16,5 % | 14 %   | 21 %   | 14,5 % | 4 %    | 5 %   | 3 %    |
| INSA                    | 27.08.2019 | 21 %   | 17 %   | 15 %   | 21 %   | 14 %   | 5 %    | 5 %   | 2 %    |
| Forschungsgruppe Wahlen | 23.08.2019 | 21 %   | 18 %   | 14 %   | 20 %   | 14 %   | 4 %    | 5 %   | 4 %    |
| Infratest dimap         | 22.08.2019 | 22 %   | 18 %   | 15 %   | 22 %   | 12 %   | 4 %    | 5 %   | 2 %    |
| Forsa                   | 09.08.2019 | 17 %   | 18 %   | 14 %   | 21 %   | 16 %   | 4 %    | 5 %   | 5 %    |
| INSA                    | 02.07.2019 | 19 %   | 18 %   | 16 %   | 19 %   | 16 %   | 3 %    | 6 %   | 3 %    |
| Infratest dimap         | 11.06.2019 | 18 %   | 17 %   | 14 %   | 21 %   | 17 %   | 4 %    | 5 %   | 4 %    |
| INSA                    | 30.05.2019 | 19 %   | 20 %   | 18 %   | 20 %   | 12 %   | 3 %    | 5 %   | 3 %    |
| Infratest dimap         | 09.04.2019 | 22 %   | 20 %   | 16 %   | 19 %   | 12 %   | —      | 5 %   | 6 %    |
| INSA                    | 07.02.2019 | 21 %   | 21 %   | 17 %   | 19 %   | 10 %   | 4 %    | 5 %   | 3 %    |
| policy matters          | 10.01.2019 | 23 %   | 21 %   | 18 %   | 21 %   | 10 %   | —      | 3 %   | 4 %    |
| Forsa                   | 01.01.2019 | 20 %   | 19 %   | 17 %   | 20 %   | 12 %   | —      | 5 %   | 7 %    |
| Landtagswahl 2014       | 14.09.2014 | 31,9 % | 23,0 % | 18,6 % | 12,2 % | 6,2 %  | 2,7 %  | 1,5 % | 6,8 %  |

#### Ältere Umfragen
| \| Institut \| Datum \| SPD \| CDU \| Linke \| AfD \| Grüne \| FDP \| Sonst. \| \| ----------------------- \| ---------- \| ------ \| ------ \| ------ \| ------ \| ----- \| ----- \| ------ \| \| Infratest dimap[12] \| 19.09.2018 \| 23 % \| 21 % \| 17 % \| 23 % \| 7 % \| 5 % \| 4 % \| \| INSA[15] \| 17.08.2018 \| 23 % \| 18 % \| 18 % \| 21 % \| 8 % \| 5 % \| 7 % \| \| Infratest dimap[12] \| 18.04.2018 \| 23 % \| 23 % \| 17 % \| 22 % \| 7 % \| 4 % \| 4 % \| \| Infratest dimap[16][12] \| 15.11.2017 \| 23 % \| 22 % \| 17 % \| 20 % \| 6 % \| 7 % \| 5 % \| \| Forsa[17][12] \| 11.11.2017 \| 25 % \| 22 % \| 18 % \| 18 % \| 6 % \| 5 % \| 6 % \| \| Infratest dimap[12] \| 21.06.2017 \| 28 % \| 25 % \| 18 % \| 15 % \| 6 % \| 3 % \| 5 % \| \| Forsa[12] \| 18.01.2017 \| 30 % \| 21 % \| 15 % \| 18 % \| 7 % \| 4 % \| 5 % \| \| Infratest dimap[12] \| 30.11.2016 \| 30 % \| 25 % \| 17 % \| 16 % \| 6 % \| — \| 6 % \| \| Forsa[12] \| 30.09.2016 \| 30 % \| 17 % \| 17 % \| 20 % \| 6 % \| 4 % \| 6 % \| \| Infratest dimap[12] \| 25.05.2016 \| 29 % \| 23 % \| 17 % \| 20 % \| 6 % \| — \| 5 % \| \| Forsa[12] \| 19.03.2016 \| 31 % \| 19 % \| 16 % \| 19 % \| 7 % \| 3 % \| 5 % \| \| Forsa[12] \| 04.01.2016 \| 36 % \| 21 % \| 18 % \| 11 % \| 6 % \| — \| 8 % \| \| Infratest dimap[12] \| 18.11.2015 \| 33 % \| 23 % \| 19 % \| 13 % \| 6 % \| — \| 6 % \| \| Forsa[12] \| 19.09.2015 \| 35 % \| 24 % \| 20 % \| 7 % \| 7 % \| — \| 7 % \| \| Infratest dimap[12] \| 11.02.2015 \| 34 % \| 25 % \| 19 % \| 10 % \| 5 % \| — \| 7 % \| \| Forsa[12] \| 04.01.2015 \| 34 % \| 22 % \| 19 % \| 8 % \| 8 % \| — \| 9 % \| \| Landtagswahl 2014 \| 14.09.2014 \| 31,9 % \| 23,0 % \| 18,6 % \| 12,2 % \| 6,2 % \| 1,5 % \| 9,5 % \| |            |        |        |        |        |       |       |        |
| Institut | Datum      | SPD    | CDU    | Linke  | AfD    | Grüne | FDP   | Sonst. |
| Infratest dimap | 19.09.2018 | 23 %   | 21 %   | 17 %   | 23 %   | 7 %   | 5 %   | 4 %    |
| INSA | 17.08.2018 | 23 %   | 18 %   | 18 %   | 21 %   | 8 %   | 5 %   | 7 %    |
| Infratest dimap | 18.04.2018 | 23 %   | 23 %   | 17 %   | 22 %   | 7 %   | 4 %   | 4 %    |
| Infratest dimap | 15.11.2017 | 23 %   | 22 %   | 17 %   | 20 %   | 6 %   | 7 %   | 5 %    |
| Forsa | 11.11.2017 | 25 %   | 22 %   | 18 %   | 18 %   | 6 %   | 5 %   | 6 %    |
| Infratest dimap | 21.06.2017 | 28 %   | 25 %   | 18 %   | 15 %   | 6 %   | 3 %   | 5 %    |
| Forsa | 18.01.2017 | 30 %   | 21 %   | 15 %   | 18 %   | 7 %   | 4 %   | 5 %    |
| Infratest dimap | 30.11.2016 | 30 %   | 25 %   | 17 %   | 16 %   | 6 %   | —     | 6 %    |
| Forsa | 30.09.2016 | 30 %   | 17 %   | 17 %   | 20 %   | 6 %   | 4 %   | 6 %    |
| Infratest dimap | 25.05.2016 | 29 %   | 23 %   | 17 %   | 20 %   | 6 %   | —     | 5 %    |
| Forsa | 19.03.2016 | 31 %   | 19 %   | 16 %   | 19 %   | 7 %   | 3 %   | 5 %    |
| Forsa | 04.01.2016 | 36 %   | 21 %   | 18 %   | 11 %   | 6 %   | —     | 8 %    |
| Infratest dimap | 18.11.2015 | 33 %   | 23 %   | 19 %   | 13 %   | 6 %   | —     | 6 %    |
| Forsa | 19.09.2015 | 35 %   | 24 %   | 20 %   | 7 %    | 7 %   | —     | 7 %    |
| Infratest dimap | 11.02.2015 | 34 %   | 25 %   | 19 %   | 10 %   | 5 %   | —     | 7 %    |
| Forsa | 04.01.2015 | 34 %   | 22 %   | 19 %   | 8 %    | 8 %   | —     | 9 %    |
| Landtagswahl 2014 | 14.09.2014 | 31,9 % | 23,0 % | 18,6 % | 12,2 % | 6,2 % | 1,5 % | 9,5 %  |

### Direktwahl Ministerpräsident
| Institut                | Datum      | Dietmar Woidke (SPD) | Ingo Senftleben (CDU) | Andreas Kalbitz (AfD) |
| ----------------------- | ---------- | -------------------- | --------------------- | --------------------- |
| Forschungsgruppe Wahlen | 01.09.2019 | 47 %                 | 23 %                  | —                     |
| Forschungsgruppe Wahlen | 01.09.2019 | 52 %                 | —                     | 12 %                  |
| Forschungsgruppe Wahlen | 29.08.2019 | 51 %                 | 20 %                  | —                     |
| Forschungsgruppe Wahlen | 29.08.2019 | 57 %                 | —                     | 10 %                  |
| Forschungsgruppe Wahlen | 23.08.2019 | 48 %                 | 23 %                  | —                     |
| Forschungsgruppe Wahlen | 23.08.2019 | 61 %                 | —                     | 8 %                   |
| Forsa                   | 09.08.2019 | 38 %                 | 16 %                  | 6 %                   |
| Infratest dimap         | 11.06.2019 | 48 %                 | 11 %                  | 8 %                   |

### Potenzial-Analyse
| Institut | Datum      | Wahlchance              | SPD  | CDU  | Linke | AfD  | Grüne | BVB/FW | FDP  |
| -------- | ---------- | ----------------------- | ---- | ---- | ----- | ---- | ----- | ------ | ---- |
| INSA     | 17.08.2018 | „sicher“                | 14 % | 11 % | 13 %  | 15 % | 4 %   | 2 %    | 3 %  |
| INSA     | 17.08.2018 | „sicher und vielleicht“ | 40 % | 30 % | 34 %  | 28 % | 24 %  | 14 %   | 16 % |
| INSA     | 17.08.2018 | „grundsätzlich nicht“   | 20 % | 26 % | 23 %  | 59 % | 25 %  | 7 %    | 20 % |

### Wahlkreis-Prognose
| Institut             | Datum      | Direktmandate | SPD | CDU | Linke | BVB/FW | AfD | Grüne | FDP |
| -------------------- | ---------- | ------------- | --- | --- | ----- | ------ | --- | ----- | --- |
| election.de          | 30.08.2019 | 44            | 16  | 6   | 6     | —      | 13  | 3     | —   |
| wahlkreisprognose.de | 30.08.2019 | 44            | 22  | 6   | 3     | 1      | 10  | 2     | —   |
| election.de          | 24.08.2019 | 44            | 16  | 9   | 6     | —      | 12  | 1     | —   |
| wahlkreisprognose.de | 23.08.2019 | 44            | 22  | 3   | 2     | 1      | 15  | 1     | —   |
| wahlkreisprognose.de | 21.08.2019 | 44            | 15  | 4   | 5     | 1      | 16  | 3     | —   |
| election.de          | 18.08.2019 | 44            | 9   | 13  | 8     | —      | 11  | 3     | —   |
| wahlkreisprognose.de | 12.08.2019 | 44            | 12  | 5   | 4     | 1      | 18  | 4     | —   |
| election.de          | 11.08.2019 | 44            | 9   | 12  | 8     | —      | 12  | 3     | —   |
| election.de          | 18.06.2019 | 44            | 9   | 6   | 4     | —      | 20  | 5     | —   |
| Landtagswahl 2014    | 14.09.2014 | 44            | 29  | 10  | 4     | 1      | —   | —     | —   |

## Nachwirken
Die Tierschutzpartei, die bei der Wahl mit 2,6 % ihr bislang höchstes Wahlergebnis auf überregionaler Ebene erzielte, klagte gegen die Tatsache, dass sie in der Wahlberichterstattung des RBB nicht explizit aufgeführt worden war. Das Oberverwaltungsgericht Berlin-Brandenburg entschied 2023 zugunsten der Partei.